# 宋店镇
宋店镇，是中华人民共和国安徽省六安市霍邱县下辖的一个乡镇级行政单位。

## 行政区划
宋店镇下辖以下地区：
俞林村、八里村、贾圩村、看湖墩村、胜利塘村、圈行村、田塘村、官塘村、六里村、张集村、砖桥店村、留城寺村和南北四村。